# Mészáros Anett
Mészáros Anett (Budapest, 1987. július 14. –) magyar Európa-bajnok cselgáncsozó.

## Pályafutása
Az UTE versenyzőjeként, 2002-ben a győri ifjúsági Eb-n harmadik helyezett volt. A junior vb-n ötödik helyezett volt. A rotterdami junior Európa-bajnokságon kiesett. A felnőtt magyar bajnokságon első lett. A következő évben első lett az ifjúsági Eb-n. A felnőtt vb-n kiesett. A junior Eb-ről ezüstéremmel térhetett haza. Az év végén a legjobb hazai cselgáncsozónak választották. 2004-ben első lett a junior vb-n és az Eb-n is.
2005-ben Paksra igazolt. Harmadik volt a felnőtt és az U23-as Európa-bajnokságon. A vb-n könyöksérülést szenvedett, ezért visszalépett a versenytől. 2006-ban kiesett az Európa-bajnokságon. A junior vb-n és az U23-as Eb-n második, a junior Eb-n első volt. 2007-ben hetedik lett az Eb-n. A világbajnokságon harmadik lett. Ez a helyezés olimpiai kvótát ért. Az U23-as Eb-n helyezetlen volt. A következő évben ötödik lett az Európa-bajnokságon. Az olimpián hetedikként zárt. Az U23-as Eb-n harmadik lett.
Az olimpia után a Bp. Honvédhoz szerződött. 2009-ben ötödik volt az Eb-n, a vb-n ezüstérmes lett. Abu-Dzabiban vk-versenyt nyert. 2010-ben Európa-bajnokságot nyert. A moszkvai vk-versenyt megnyerte. A világbajnokságon második volt. Ezt követően több sérülés miatt alig indult versenyen. A következő évben az Eb-n ötödik, a vb-n harmadik volt. Októberben, Abu-Dzabiban keresztszalag-szakadást szenvedett. Emiatt hosszabb kihagyásra kényszerült. A 2012-es Eb-n sem tudott elindulni, csak májusban indult versenyen. A londoni olimpián az első mérkőzésén bírói döntéssel kikapott a német Kerstin Thieletől és kiesett.
Az olimpia után harmadik lett az Európa-kupán. Ezt követően felhagyott a cselgánccsal és ketrecharcos lett. Másfél év után újra cselgáncsozni kezdett. 2015-től a Budaörsi SC versenyzője lett. 2021-ben hat év után szerepelt volna újra világbajnokságon, azonban sérülés miatt ki kellett hagynia a budapesti tornát.

## Díjai, elismerései
- Az év magyar cselgáncsozója (2003, 2004, 2005, 2006, 2009, 2010)
- Junior Prima díj (2009)
- Az év magyar sportolónője szavazás, harmadik helyezett (2010)